# Hyperbaena ilicifolia
Hyperbaena ilicifolia là một loài thực vật có hoa trong họ Biển bức cát. Loài này được Standl. mô tả khoa học đầu tiên năm 1924.